# Tapen (Tapen)
Tapen is een bestuurslaag in het regentschap Bondowoso van de provincie Oost-Java, Indonesië. Tapen telt 4384 inwoners (volkstelling 2010).